# Чистяковская городская община
Чистяковская городская община (укр. Чистяківська міська громада) — номинально образованная территориальная община в Горловском районе Донецкой области Украины.
Административный центр — город Чистяково.
Органом местного самоуправления общины является Чистяковский (Торезский) городской совет.

## Населённые пункты
В состав общины входит 1 город (Чистяково), 2 пгт (Пелагеевка и Рассыпное), 2 села (Грабово, Ровное) и 1 поселок (Балочное).